# Georg Schröder (Widerstandskämpfer)

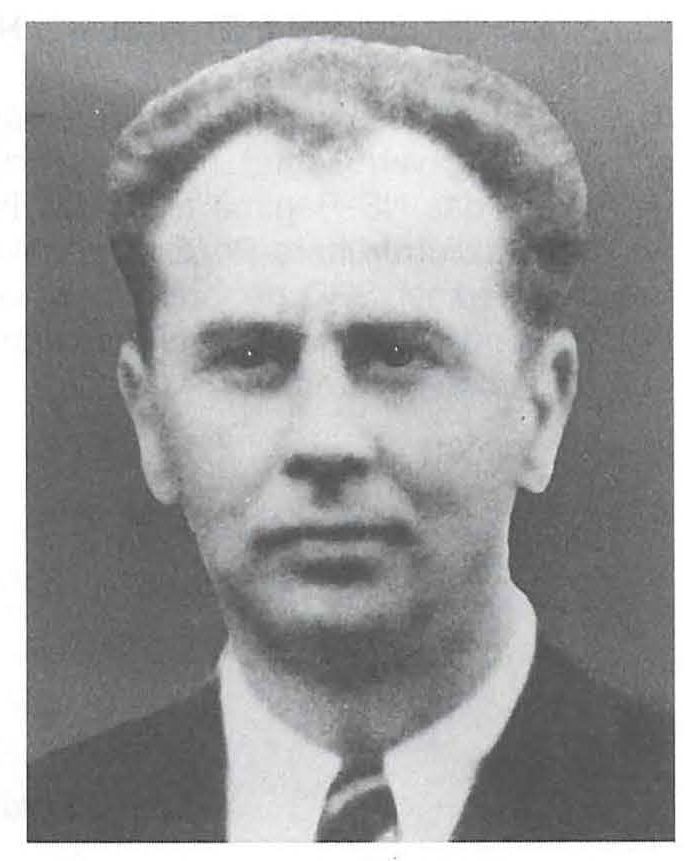
Georg Schröder

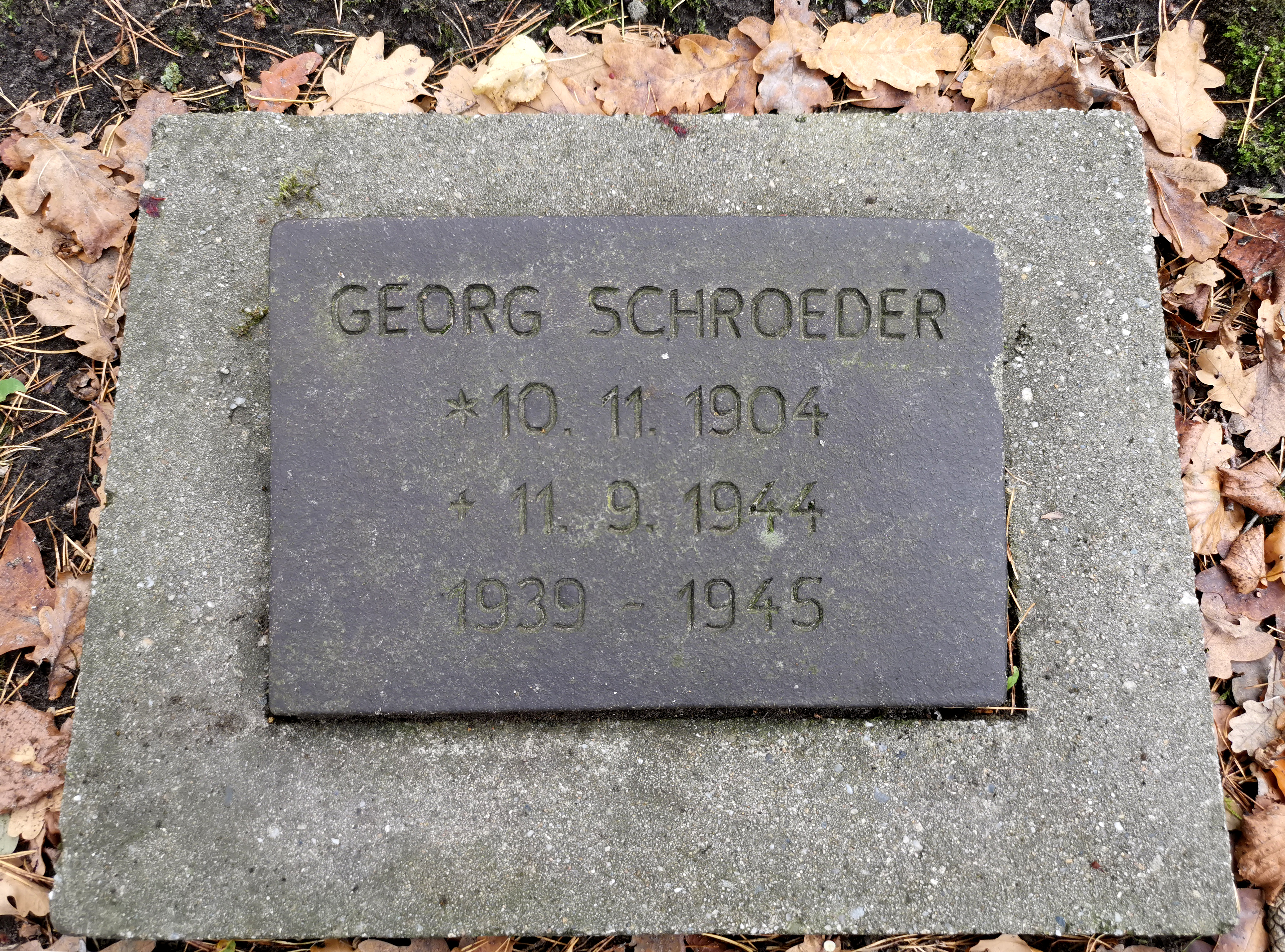
Grabstelle auf dem Friedhof In den Kisseln in Berlin-Spandau

Georg Schröder (* 10. November 1904 in Rixdorf; † 11. September 1944 in Brandenburg an der Havel) war ein deutscher Arbeiter und Gegner des Nationalsozialismus.

## Politischer Hintergrund
Er entstammte einer Berliner Arbeiterfamilie und war aktiv in der Arbeiterbewegung tätig, er war Mitglied des Arbeiter-Athletenbundes, der Sozialdemokratischen Partei Deutschlands und der sozialdemokratischen Schutzorganisation, des Reichsbanners.

## Arbeitsleben
Der gelernte Schmied und Elektroschweißer lebte zuerst in Rixdorf und zog 1928 in die Wilhelmstadt, Ortsteil Berlin-Spandaus. Er arbeitete zuerst bei den Städtischen Elektrizitätswerken, die ihn Anfang März 1933, nach der Machtergreifung Hitlers, zusammen mit weiteren systemkritischen Mitarbeitern auf Betreiben der nationalsozialistischen Betriebszelle entließen. Er fand eine neue Stelle bei den Siemens-Werken in Berlin-Siemensstadt, ausgeübt bis zu seiner Verhaftung.

## Widerstand
1933 gingen Mitglieder des Reichsbanners in den Untergrund. So auch Schröder, der sich der illegalen Widerstandsorganisation unter Führung des sozialdemokratischen Aktivisten Karl Heinrich anschloss. Trotz der Verhaftung Heinrichs und anderer Genossen wurde Schröder nicht enttarnt und konnte in Spandau bis 1943 – er überstand 1935/36, während einer Verhaftungswelle, ein betriebliches Ermittlungsverfahren  –  aktiv an konspirativen Treffen und Widerstandsaktionen teilnehmen.

## Verhaftung und Ende
Denunziation durch einen Bekannten führte 1943 zur Verhaftung, Anklage und zum Prozess vor dem Volksgerichtshof am 1. Juli 1944. Nach der Anklageschrift des Oberreichsanwalts habe er sich „der Wehrkraftzersetzung und zugleich der Begünstigung unserer Kriegsfeinde schuldig gemacht.“ Sein Verteidiger, der Rechtsanwalt Richard Münch, konnte ihn nicht retten, der Volksgerichtshof verurteilte ihn zum Tode, sein Gnadengesuch wurde abgelehnt. Er starb am 11. September 1944 in der zentralen Hinrichtungsstätte, im Zuchthaus Brandenburg-Görden, unter dem Fallbeil.

## Gedenkorte und Erinnerung
- Grabstätte auf dem Friedhof In den Kisseln, Abteilung 139, Reihe 7, Nr. 29, in 13589 Berlin-Spandau, Pionierstraße 82.
- Straßenname: Georg-Schroeder-Straße in Berlin-Staaken, benannt am 15. August 2002, vorher Straße 345.